# (1938) Lausanna
(1938) Lausanna (aussi nommé 1974 HC) est un astéroïde de la ceinture principale, découvert le 19 avril 1974 par Paul Wild à l' observatoire Zimmerwald, en Suisse.
Il a été nommé d'après la ville de Lausanne, capitale du canton suisse de Vaud.